# NGC 95

NGC 95

NGC 95 هي مجرة حلزونية تقع في كوكبة الحوت. اكتشفها عالم الفلك الإنجليزي جون هيرشيل في 18 أكتوبر 1784. المجرة لديها العديد من الأسلحة الحلزونية الزرقاء تحيط بها نواة صفراء مشرقة وتبعد حوالي 120,000 سنة ضوئية من القطر، مما يجعلها أكبر قليلا فقط من درب التبانة.

## وصلات خارجية
- NGC 95 على موقع ويكي سكاي: DSS2, SDSS, GALEX, IRAS, Hydrogen α, X-Ray, Astrophoto, Sky Map, Articles and images